# 콘도 마사히코
곤도 마사히코(近藤真彦, こんどうまさひこ, 1964년 7월 19일 ~ )는 일본의 가수, 배우 및 레이서로 가나가와현 요코하마시에서 태어났다. 소속사는 엠케이 컴퍼니이며, 애칭은 마치(Matchy)이다. 1979년 10월, TBS의 드라마, "3년 B조 킨파치선생님(3年B組金八先生)"의 학생 역으로 데뷔하기 시작해 1980년대를 대표하는 일본의 아이돌 가수로 활약을 했다.
대한민국에서의 공식적인 활동과 공식적인 음반 발매는 없었으나, 그의 노래 중 《긴기라긴니 사리게나쿠》(ギンギラギンにさりげなく) 등은 1980년대의 대한민국에서 불법 복제 음반으로 판매가 되어 대한민국에서도 인기를 끌었다. 청소년을 중심으로 인기를 끌었으며, 특히 《긴기라긴니 사리게나쿠》는 따라부를줄 모르는 중고생이 거의 없을 정도로 마치 열풍을 일으키기도 했다.

## 음반 목록

### 싱글
(※표시는 오리콘 1위 획득 곡)
1. 스니카 블루스(1980년 12월 12일)※
  - 1981년도 년간 순위 3위 (오리콘)
2. 요코하마 지쿠(teak)(1981년 3월 12일）
  - 작사:마쓰모토 류·작곡:쓰쓰미 쿄헤이
  - 1981년도 년간 순위 20위 (오리콘)
3. 블루진즈 메모리 (1981년6월 12일）※
  - 1981년도 년간 순위 11위 (오리콘)
4. 긴기라긴니 사리게나쿠 (1981년9월 30일）※
  - 작사:다테 아유미·작곡:쓰쓰미 쿄헤이
  - 1981년도 년간 순위 21위 (오리콘)
5. 情熱☆熱風☽せれなーで (1982년 1월 7일）※
  - 작사:다테 아유미·작곡:쓰쓰미 쿄헤이
  - 1982년도 년간 순위 9위 (오리콘)
6. 후라레테 BANZAI (1982년3월 31일）※
  - 1982년도 년간 순위 10위 (오리콘)
7. 하이틴 부기 (1982년6월 30일）※
  - 작사:마쓰모토 류·작곡:야마시타 다츠로
  - 1982년도 년간 순위 7위 (오리콘)
8. 호레다제! 건배 (1982년 9월 30일）※
  - 1982년도 년간 순위 26위 (오리콘)
9. 미드나이트 스테이션 (1983년 1월 20일）※
  - 1983년도 년간 순위 23위 (오리콘)
10. 한 여름의 일초(1983년 4월 27일）※
  - 1983년도 년간 순위 29위 (오리콘)
11. 다메이키 로카비리 (1983년 7월 15일）※
12. 로얄 스트레스 플래시 (1983년11월 1일）※
13. 이치방야로(일등녀석)(1984년 3월 1일）※
14. 게지메나사이 (1984년 6월 6일）※
  - 작사:우리노 마사오·작곡:마카이노 코지
  - 1984년도 년간 순위 26위 (오리콘)
15. 永遠に秘密さ(영원히 비밀이야) (1984년9월 13일）※
16. 요이숏! (1985년 2월 13일）※
17. 유메키즈나 (1985년 6월 5일）
18. 대장 (1985년 10월 21일）
  - 일본 가요대상수상
19. 純情物語(순정이야기)(1986년 2월 26일）
20. 청춘 (1986년7월 4일）
21. Baby　Rose (1986년9월 10일）
  - 오다 데쓰로의 곡
22. 愚か者(오로카모노, 어리석은 자)(1987년 1월 1일）
  - 작사:다테 아유미·작곡:이노우에 다카유키, 제29회 일본레코드 대상 수상
23. さすらい(사스라이, 방랑) (1987년6월 11일）
24. 나쿠이테미랴이이쟌 (1987년9월 18일）※
  - 일본 가요대상수상
25. Made in Japan (1988년 4월 8일）
26. 아、굿 (1988년9월 14일）
  - 작사:칸 친화·작곡:요시다 다쿠로
27. 夕焼けの歌(유야케노우타, 저녁놀의 노래)(1989년 2월 3일）
  - 작사:오오쓰 아키라·작곡:마카이노 코지
28. Just For You (1989년 6월 1일）
29. いいかげん(이이카겐, 적당히) (1989년 7월 5일）